# Eleição municipal de Goiânia em 1992
A eleição municipal de Goiânia em 1992 realizou-se entre os dias 3 de outubro e 15 de novembro de 1992. O prefeito titular era Nion Albernaz do PMDB. Darci Accorsi do PT foi eleito prefeito em segundo turno, derrotando Sandro Mabel do PMDB.

## Resultado da eleição

### Primeiro turno
| Candidatos a prefeito | Candidatos a vice-prefeito | Número | Coligação                                      | Votos recebidos | Percentual |
| --------------------- | -------------------------- | ------ | ---------------------------------------------- | --------------- | ---------- |
| Darci Accorsi PT      | Jovair Arantes PSDB        | 13     | É União, É Vitória (PT, PSDB, PMN, PCdoB, PSB) | 125.013         | 36,87%     |
| Sandro Mabel PMDB     | Pedro Batista PMDB         | 15     | Mutirão e Progresso (PMDB, PPS)                | 85.863          | 25,32%     |
| Sandes Júnior PFL     | Maria Valadão PDS          | 25     | Solidariedade em Dobro (PFL, PDS)              | 69.424          | 20,47%     |
| Luiz Bittencourt PDC  | Vicente Miguel PDC         | 17     | PDC (sem coligação)                            | 34.672          | 10,22%     |
| Luiz Okamoto PDT      | Paulo Gonçalves PDT        | 12     | PDT (sem coligação)                            | 17.516          | 5,16%      |
| Wagner Vilela PTR     | Josias Gonzaga PTR         | 28     | Renovação e Trabalho (PTR, PTB)                | 6.617           | 1,95%      |
| Referências:          |                            |        |                                                |                 |            |

### Segundo turno
| Candidatos a prefeito | Candidatos a vice-prefeito | Número | Coligação                                      | Votos recebidos | Válidos |
| --------------------- | -------------------------- | ------ | ---------------------------------------------- | --------------- | ------- |
| Darci Accorsi PT      | Jovair Arantes PSDB        | 13     | É União, É Vitória (PT, PSDB, PMN, PCdoB, PSB) | 201.768         | 54,69%  |
| Sandro Mabel PMDB     | Pedro Batista PMDB         | 15     | Mutirão e Progresso (PMDB, PPS)                | 167.183         | 45,31%  |

### Vereadores eleitos
A formação da Câmara Municipal de Goiânia ficou definida com os 21 vereadores..
| Candidato(a)        | Partido | Votação     |
| ------------------- | ------- | ----------- |
| Aldo Arantes        | PC do B | 5.008 votos |
| Pedro Wilson        | PT      | 4.993 votos |
| José Nelto          | PL      | 3.053 votos |
| Luciano Pedroso     | PMDB    | 2.917 votos |
| Vânia Albuquerque   | PMDB    | 2.731 votos |
| Saul de Carvalho    | PL      | 2.678 votos |
| Anselmo Pereira     | PDS     | 2.653 votos |
| Mario Ghannan       | PMDB    | 2.616 votos |
| Mozart Morais       | PMDB    | 2.522 votos |
| Rose Cruvinel       | PMDB    | 2.513 votos |
| Júlio Lemos         | PST     | 2.384 votos |
| Honor Cruvinel      | PSDB    | 2.368 votos |
| Ricardo Yano        | PST     | 2.318 votos |
| Valdi Camarcio      | PC do B | 2.299 votos |
| Marina Sant'anna    | PT      | 2.269 votos |
| Luiz Antônio Caiado | PFL     | 2.214 votos |
| Izidio Alves        | PL      | 2.172 votos |
| Pedro Azulão        | PSDB    | 2.004 votos |
| Misael Pereira      | PDC     | 1.960 votos |
| Ageu Cavalcante     | PTR     | 1.954 votos |
| Helder Valim        | PTR     | 1.746 votos |